# Deelgemeente
Um deelgemeente (plural: deelgemeenten; literalmente: parte do município, equivalente a submunicípio) é uma subdivisão de um município da Flandres e dos Países Baixos.

## Bélgica
Cada município existente em 1 de janeiro de 1961 e que, após a reestruturação municipal, perdeu o estatuto de município a partir de janeiro de 1977, é considerado a(c)tualmente uma deelgemeente. 
Em geral, estes deelgemeenten não possuem função administrativa, com exceção da cidade de Antuérpia, onde os deelgemeenten são os menores níveis administrativos existentes e são normalmente chamados de distritos.

## Países Baixos
Deelgemeenten podem ser encontrados em Roterdão e Amesterdão 14 das 15 deelgemeenten são chamadas de stadsdeel.